# Reginald Kneifel
Reginald Kneifel, także Reginald Kneifl (ur. 11 stycznia 1761 w Bad Lindewiese, zm. 7 grudnia 1826 w Wiedniu) – austriacki pisarz, profesor mineralogii i zoologii na Theresianische Ritter-Akademie w Wiedniu, autor m.in. Topographie des k. k. Antheils an Schlesien.

## Publikacje
- Vollständiges Handbuch der Mineralien nach den neuesten Entdeckungen, 2 tomy, 1811.
- Das Pflanzenreich in einer systematischen Darstellung für Freunde und Verehrer der Flora, auch als Leitfaden bei Vorlesungen brauchbar Geistinger, Wien-Triest 1819.